# Vol Canadian Pacific Air Lines 301

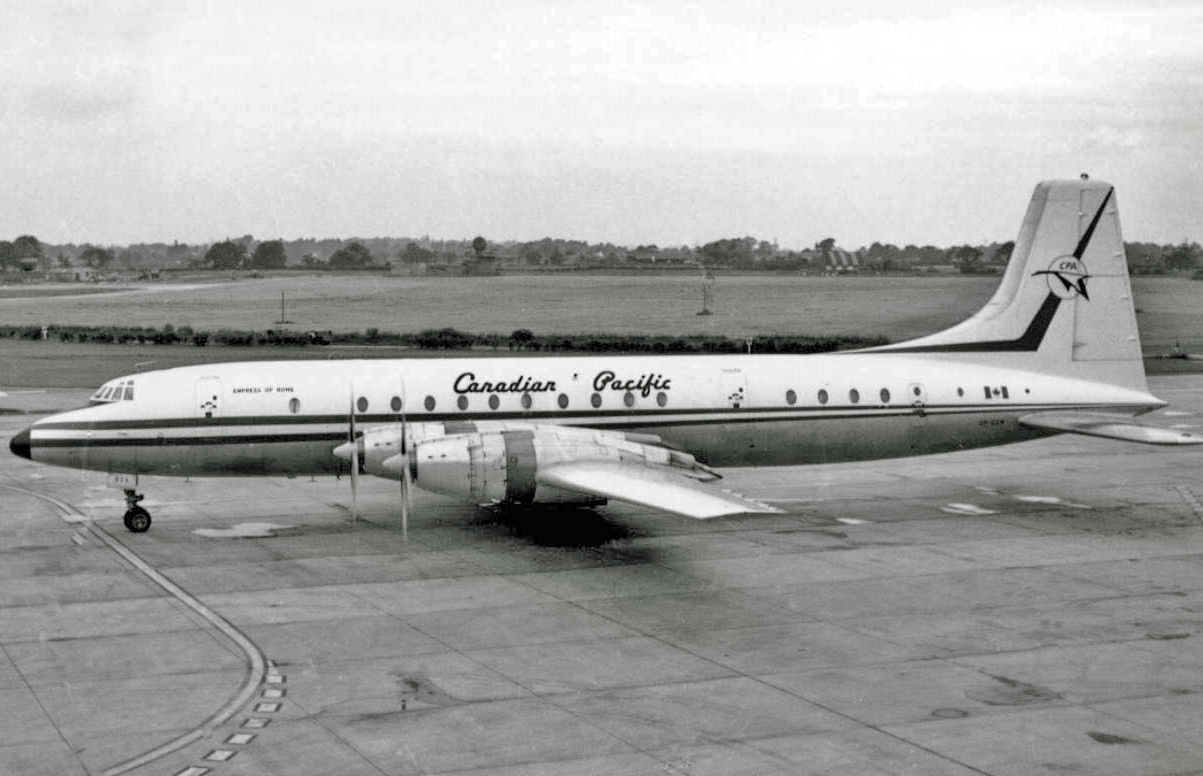
Britannia aux couleurs de CPA.

Le Vol Canadian Pacific Air Lines 301 est un accident aérien survenu le 22 juillet 1962 à Honolulu.

## Avion et vol concernés
Le Bristol Britannia immatriculé CF-CZB, nommé Empress of Lima, effectuait une liaison régulière internationale dont les escales étaient les suivantes : 
- Aéroport international de Vancouver (Colombie-Britannique, Canada)
- Aéroport international d'Honolulu (Hawaï, Etats-Unis)
- Aéroport international de Nadi (Fidji)
- Aéroport d'Auckland (Nouvelle-zélande)
- Aéroport Kingsford-Smith de Sydney (Australie)

L'accident a eu lieu alors qu'il repartait d'Honolulu.

## L'accident
L'avion décolle de nuit d'Honolulu, à 22h38 heure locale. Deux minutes après le décollage, les équipements affichent une alerte incendie pour le moteur n°1. L'hélice correspondante est mise en drapeau, et l'équipage informe l'aéroport qu'il va revenir se poser. L'appareil étant plus lourd que sa masse maximale à l'atterrissage, il se déleste d'une partie de son carburant.
L'approche sur trois moteurs semble bien se dérouler, mais, alors que l'appareil n'est plus qu'à six mètres au-dessus de la piste, l'équipage décide de procéder à une remise de gaz. La vitesse est insuffisante pour contrôle l'avion, l'aile gauche touche le sol. L'avion s'écrase et finit sa course en percutant un engin de chantier.

## Pertes
L'avion est entièrement détruit. Il y a 27 morts sur ses 40 occupants.